# Trisaulès et Damithalès
Trisaulès et Damithalès sont des personnages de la mythologie grecque. Ils habitaient Phénéos en Arcadie. Ils reçurent avec hospitalité la déesse Déméter lorsque celle-ci parcourait le monde à la recherche de sa fille Perséphone. Par gratitude, elle leur donna tous les légumes à gousses (sauf la fève considérée comme impure). Ils construisirent un temple sur le Mont Cyllène en l'honneur de Déméter.

## Sources
- Pausanias, Description de la Grèce [détail des éditions] [lire en ligne] (VIII, 15, 1-4).